# Matagalpa FC
El Club Matagalpa FC es un club del municipio de Matagalpa, Departamento de Matagalpa. Fue fundado en el 2011 y jugó en la Tercera División de Nicaragua ascendiendo posteriormente a la segunda división de Nicaragua, donde después de 20 años llegó a ser subcampeón en el Clausura 2020-21. El equipo actualmente consiguió el ascenso a liga primera temporada 2022-23 con ello consiguiendo su regreso a liga primera luego de 24 años de ausencia.

## Palmarés
- Segunda División de Nicaragua: 1

2021/22

## Equipo
MATAGALPA FC
LISTA DE JUGADORES
Nombre del Jugador N° del dorsal
1 Jezzerth Valenzuela
2 Orlando Soza 
3 Orlando Centeno
4 Axel Castillo
5 Engel López
6 Marcelo Pernett
7 William Ramos
8 Jasser Novoa
9 Dorian Blandon
10 Roger Rugama
11 Dexter Mendiola
12 Oscar Rugama
13 Greyvin Martínez
14 Javier Toledo
15 Raúl Dávila
16 Juan Manuel Murillo 
17 Rodolfo Forbes
18 Rider Dávila
19 Floyd Gutrieh
20 Roberto Gonzales
21 Hamilton Castro
22 Wiston Leiva
23 Jording 
24 Pao
CUERPO TÉCNICO
DT Oscar Castillo
AT Hiram Centeno
TP MarlonTrewi.